# Премія «Давид ді Донателло» за найкращу чоловічу роль
Премія «Давид ді Донателло» найкращому акторові (італ. David di Donatello per il miglior attore protagonista) — один із призів національної італійської кінопремії «Давид ді Донателло».
У 1956 році першим приз отримав Вітторіо Де Сіка за роль у фільмі «Хліб, любов і...».
У 1957–1959 роках премію в цій номінації не присуджували. Вісім разів (1960, 1965, 1967, 1969, 1970, 1972, 1976, 1990) премію отримували відразу два актори.
Два актори розділяють рекорд за кількістю премій за свою кар'єру (7) — Вітторіо Гассман і Альберто Сорді. П'ять премій у Марчелло Мастроянні, по чотири у Ніно Манфреді, Джанкарло Джанніні та Тоні Сервілло.
У 2013 році Валеріо Мастандреа отримав «Давида ді Донателло» одночасно і за найкращу чоловічу роль (фільм «Еквілібристи»), і за найкращу чоловічу роль другого плану (фільм Viva la libertà).

## Список лауреатів
Синім кольором виділені фільми, що здобули премію «Давид ді Донателло» за найкращий фільм року; жирним виділені фільми, за роль у яких було також вручено премію за найкращу жіночу роль
| Рік  | Актор                   | Фільм / оригінальна назва                                                                                    | Фото             |
| 1956 | Вітторіо Де Сіка        | «Хліб, любов і...» / Pane amore e…                                                                           |                  |
| 1960 | Вітторіо Гассман        | «Велика війна» / La grande guerra                                                                            |                  |
| 1960 | Альберто Сорді          | «Велика війна» / La grande guerra                                                                            |                  |
| 1961 | Альберто Сорді (2)      | «Всі по домівках» / Tutti a casa                                                                             |                  |
| 1962 | Раф Валлоне             | «Вигляд з мосту» / Uno sguardo dal ponte                                                                     |                  |
| 1963 | Вітторіо Гассман (2)    | «Обгін» / Il sorpasso                                                                                        |                  |
| 1964 | Марчелло Мастроянні     | «Вчора, сьогодні, завтра» / Ieri, oggi, domani                                                               |                  |
| 1965 | Вітторіо Гассман (3)    | «Кон'юнктура» / La congiuntura                                                                               |                  |
| 1965 | Марчелло Мастроянні (2) | «Шлюб по-італійськи» / Matrimonio all'italiana                                                               |                  |
| 1966 | Альберто Сорді (3)      | «Лондонський туман» / Fumo di Londra                                                                         |                  |
| 1967 | Вітторіо Гассман (4)    | «Тигр» / Il tigre                                                                                            |                  |
| 1967 | Уго Тоньяцці            | «Аморальний» / L'immorale                                                                                    |                  |
| 1968 | Франко Неро             | «День сови» / Il giorno della civetta                                                                        |                  |
| 1969 | Альберто Сорді (4)      | «Лікар страхової каси» / Il medico della mutua                                                               |                  |
| 1969 | Ніно Манфреді           | «Vedo nudo» / Vedo nudo                                                                                      |                  |
| 1970 | Джан Марія Волонте      | «Слідство у справі громадянина поза всякими підозрами» Indagine su un cittadino al di sopra di ogni sospetto |                  |
| 1970 | Ніно Манфреді (2)       | «У році Господа» / Nell'anno del Signore                                                                     |                  |
| 1971 | Уго Тоньяцці (2)        | «Каліфша» / La Califfa                                                                                       |                  |
| 1972 | Альберто Сорді (5)      | «Затриманий в очікуванні суду» / Detenuto in attesa di giudizio                                              |                  |
| 1972 | Джанкарло Джанніні      | «Ображена честь Мімі-металурга» Mimì metallurgico ferito nell'onore                                          |                  |
| 1973 | Альберто Сорді (6)      | «Скопоне, наукова картярська гра» / Lo scopone scientifico                                                   |                  |
| 1974 | Ніно Манфреді (3)       | «Хліб і шоколад» / Pane e cioccolata                                                                         |                  |
| 1975 | Вітторіо Гассман (5)    | «Запах жінки» / Profumo di donna                                                                             |                  |
| 1976 | Уго Тоньяцці (3)        | «Мої друзі » / Amici miei                                                                                    |                  |
| 1976 | Адріано Челентано       | «Блеф» / Bluff — Storia di truffe e di imbroglioni                                                           |                  |
| 1977 | Альберто Сорді (7)      | «Дуже дрібний буржуа» / Un borghese piccolo piccolo                                                          |                  |
| 1978 | Ніно Манфреді (4)       | «Іменем тата-короля» / In nome del Papa Re                                                                   |                  |
| 1979 | Вітторіо Гассман (6)    | «Дорогий тато» / Caro papà                                                                                   |                  |
| 1980 | Адріано Челентано (2)   | «Оксамитові ручки» / Mani di velluto                                                                         |                  |
| 1981 | Массімо Троїзі          | «Почну з трьох» / Ricomincio da tre                                                                          |                  |
| 1982 | Карло Вердоне           | «Тальк» / Borotalco                                                                                          |                  |
| 1983 | Франческо Нуті          | «Я, К'яра і Похмурий» / Io, Chiara e lo Scuro                                                                |                  |
| 1984 | Джанкарло Джанніні (2)  | «Мене послав Піконе» / Mi manda Picone                                                                       |                  |
| 1985 | Франческо Нуті (2)      | «Касабланка, Касабланка» / Casablanca, Casablanca                                                            |                  |
| 1986 | Марчелло Мастроянні (3) | «Джинджер і Фред» / Ginger e Fred                                                                            |                  |
| 1987 | Вітторіо Гассман (7)    | «Сім'я» / La famiglia                                                                                        |                  |
| 1988 | Марчелло Мастроянні (4) | «Очі чорні» / Oci ciornie                                                                                    |                  |
| 1989 | Роберто Беніньї         | «Чортеня» / Il piccolo diavolo                                                                               |                  |
| 1990 | Паоло Вілладжо          | «Голоси Місяця» / La voce della luna                                                                         |                  |
| 1990 | Джан Марія Волонте (2)  | «Відкриті двері» / Porte aperte                                                                              |                  |
| 1991 | Нанні Моретті           | «Довірена особа» / Il portaborse                                                                             |                  |
| 1992 | Карло Вердоне (2)       | «Будь проклятий день, коли я тебе зустрів» Maledetto il giorno che t'ho incontrato                           |                  |
| 1993 | Серджо Кастеллітто      | «Великий кавун» / Il grande cocomero                                                                         |                  |
| 1994 | Джуліо Скарпаті         | «Хлопчик-суддя Розаріо Леватіно» / Il giudice ragazzino                                                      |                  |
| 1995 | Марчелло Мастроянні (5) | «З відома Перейри» / Sostiene Pereira                                                                        |                  |
| 1996 | Джанкарло Джанніні (3)  | «Целлулоїд» / Celluloide                                                                                     |                  |
| 1997 | Фабріціо Бентівольо     | «Свідок» / Testimone a rischio                                                                               |                  |
| 1998 | Роберто Беніньї (2)     | «Життя прекрасне» / La vita è bella                                                                          |                  |
| 1999 | Стефано Аккорсі         | «Radiofreccia» / Radiofreccia                                                                                | [[Файл:\|80px]]  |
| 2000 | Бруно Ганц              | «Хліб і тюльпани» / Pane e tulipani                                                                          |                  |
| 2001 | Луїджі Ло Кашио         | «Сто кроків» / I cento passi                                                                                 |                  |
| 2002 | Джанкарло Джанніні (4)  | «Любов і надія» / Ti voglio bene Eugenio                                                                     |                  |
| 2003 | Массімо Джиротті        | «Вікно навпроти» / La finestra di fronte                                                                     |                  |
| 2004 | Серджо Кастеллітто (2)  | «Не йди» / Non ti muovere                                                                                    |                  |
| 2005 | Тоні Сервілло           | «Наслідки кохання» / Le conseguenze dell'amore                                                               |                  |
| 2006 | Сільвіо Орландо         | «Кайман» / Il caimano                                                                                        |                  |
| 2007 | Еліо Джермано           | «Мій брат — єдина дитина у сім'ї» Mio fratello è figlio unico                                                |                  |
| 2008 | Тоні Сервілло (2)       | «Дівчина біля озера» / La ragazza del lago                                                                   |                  |
| 2009 | Тоні Сервілло (3)       | «Дивовижний» / Il Divo                                                                                       |                  |
| 2010 | Валеріо Мастандреа      | «Перше щось прекрасне» / La prima cosa bella                                                                 |                  |
| 2011 | Еліо Джермано (2)       | «Наше життя» / La nostra vita                                                                                |                  |
| 2012 | Мішель Пікколі          | «У нас є Папа» / Habemus Papam                                                                               |                  |
| 2013 | Валеріо Мастандреа (2)  | «Еквілібристи» / Gli equilibristi                                                                            |                  |
| 2014 | Тоні Сервілло (4)       | «Велика краса» / La grande bellezza                                                                          |                  |
| 2015 | Еліо Джермано (4)       | «Неймовірна молода людина» / Il giovane favoloso                                                             |                  |
| 2016 | Клаудіо Сантамарія      | «Мене звуть Джиг Робот» / Lo chiamavano Jeeg Robot                                                           |                  |
| 2017 | Стефано Аккорсі (2)     | «Швидка, як вітер» / Veloce come il vento                                                                    | [[Файл:\|100px]] |
| 2018 | Ренато Карпентьєрі      | «Ніжність» / La tenerezza                                                                                    |                  |
| 2019 | Алессандро Боргі        | «У моїй шкірі» / La tenerezza                                                                                |                  |